# Doraemon: Nobita no Ritoru Sutā Wōzu 2021
Doraemon Nobita no Ritoru Sutā Wōzu 2021 (映画ドラえもん のび太 の 宇宙小戦争リトル スター ウォーズ 2021 Eiga Doraemon Nobita no Ritoru Sutā Wōzu 2021?, lit. Doraemon. La pequeña guerra espacial (pequeña guerra sideral) de Nobita) es una película de anime japonesa dirigida por Shin Yamaguchi y escrita por Dai Sato.  Es la 41a película de Doraemon y sirve como un remake de la película de 1985 Doraemon: Nobita's Little Star Wars. La película fue originalmente programada para estrenarse el 5 de marzo de 2021 por Tōhō Company, Ltd. (en Japón), pero ha sido eliminada de  el calendario de lanzamiento debido a la pandemia de COVID-19 en curso. Por esta razón nuevamente se estrenó finalmente el 4 de marzo de 2022 en Japón.

## Trama
Un buen día, Nobita coge un pequeño cohete del que sale un extraterrestre humanoide de pequeño tamaño llamado Papi.  Viene a la Tierra desde un planeta llamado Pirika para escapar de su malvado ejército PCIA.  Al principio, Doraemon y sus amigos están confundidos por el pequeño tamaño de Papi, pero con el dispositivo "Small Light", se encogen y juegan juntos.
Sin embargo, el acorazado con forma de ballena que perseguía a Papi llegó a la Tierra y atacó a Japón.  Papi se culpa a sí mismo por haber involucrado a todos, pero intenta luchar contra el ejército de la PCIA.  Para proteger a Papi y su planeta, Doraemon y sus amigos viajan a Pirika.

## Actores de voz
| Personaje            | Actor de voz original Japón |
| -------------------- | --------------------------- |
| Doraemon             | Wasabi Mizuta               |
| Nobita Nobi          | Megumi Ōhara                |
| Shizuka Minamoto     | Yumi Kakazu                 |
| Suneo Honekawa       | Tomokazu Seki               |
| Takeshi 'Giant' Goda | Subaru Kimura               |
| Papi                 | Romi Park                   |
| RokoRoko             | Yuuki Kaji                  |
| Dorakoruru           | Junichi Suwabe              |
| General Gilmore      | Teruyuki Kagawa             |
| Tamako Nobi          | Kotono Mitsuishi            |
| Mama de Shizuka      | Ai Orikasa                  |
| Dekisugi             | Shihoko Hagino              |

## Soundtrack
- "Universe", Official Hige Dandism[6][7]

## Estreno

### Teatral
La película se estrenó en los cines el 4 de marzo de 2022 en Japón luego de ser pospuesto para el 5 de marzo de 2021 debido a la Pandemia de COVID-19. El distribuidor de películas vietnamita CGV estrenó esta película en Vietnam el 27 de mayo de 2022. La película fue estrenada por Odex en Malasia el 16 de junio de 2022. Odex abrió una proyección para fanáticos de la película el 9 de julio de 2022 y SM Cinema generalmente la estrenó en los cines de Filipinas el 13 de julio de 2022. En Taiwán fue lanzado el 15 de julio de 2022.

### Medios domésticos
Se ha estado transmitiendo en Amazon Prime Japón desde agosto de 2022.

## Recepción
«Doraemon: Nobita no Ritoru Sutā Wōzu 2021» debutó en el no. 1 en su primer fin de semana, con una venta de alrededor de 350.000 entradas en sus primeros tres días.
Aquí hay una tabla que muestra la taquilla de esta película de todos los fines de semana en Japón:
| Fin de semana núm. | Rango | Fin de semana bruto                                        | Bruto total hasta el fin de semana actual                         | Ref.   |
| ------------------ | ----- | ---------------------------------------------------------- | ----------------------------------------------------------------- | ------ |
| 1                  | 1     | ¥394 millón (US$3,41 million)                              | ¥440 millón (US$3,81 million)                                     | [ 18 ] |
| 2                  | 1     | ¥281 millón (US$2,37 million (equivalente a $NaN en 2023)) | ¥800 millón (US$6,76 million (equivalente a $NaN en 2023))        | [ 19 ] |
| 3                  | 2     | ¥236 millón (US$1,95 million (equivalente a $NaN en 2023)) | ¥1.3 mil millones (US$10,79 million (equivalente a $NaN en 2023)) | [ 20 ] |
| 4                  | 3     | ¥179 millón (US$1,44 million (equivalente a $NaN en 2023)) | ¥1.6 mil millones (US$12,92 million (equivalente a $NaN en 2023)) | [ 21 ] |
| 5                  | 3     | ¥149 millón (US$1,21 million (equivalente a $NaN en 2023)) | ¥2.1 mil millones (US$17,1 million (equivalente a $NaN en 2023))  | [ 22 ] |
| 6                  | 3     | ¥149 millón (US$1,21 million (equivalente a $NaN en 2023)) | ¥2.3 mil millones (US$18,3 million (equivalente a $NaN en 2023))  | [ 23 ] |
| 7                  | 4     | ¥53,923,700 (US$422 600 (equivalente a $439 996 en 2023))  | ¥2,455,042,800 (US$19,2 million (equivalente a $NaN en 2023))     | [ 24 ] |
| 8                  | 8     | ¥34,660,050 (US$271 000 (equivalente a $282 156 en 2023))  | ¥2,498,689,600 (US$19,5 million (equivalente a $NaN en 2023))     | [ 25 ] |
| 9                  | 8     | ¥34,522,900 (US$265 600 (equivalente a $276 533 en 2023))  | ¥2,558,009,800 (US$19,6 million)                                  | [ 26 ] |
| 10                 | 10    | ¥15,258,700 (US$117 200 (equivalente a $122 024 en 2023))  | ¥2,627,160,350 (US$20,18 million (equivalente a $NaN en 2023))    | [ 27 ] |

En Vietnam, la película también debutó en el número 1 en su primer fin de semana, recaudó 119.800 millones de dong (5.115,94 dólares) y superó a Top Gun: Maverick en la taquilla vietnamita.

### Respuesta crítica
A una semana de su estreno, la invasión rusa de Ucrania de 2022 había comenzado. Como resultado, la historia de la película se compara con el incidente. Entre ellos, Kazuma Kubota del sitio web "Real Sound" ha señalado que el colgante que lleva Papi en la película es del mismo color que la bandera de Ucrania.
El escritor Kaeru Inaka, en un artículo de "Real Sound", elogió la escena inicial desde la fuga de Papi hasta el rodaje de la película de Nobita y también comentó sobre los rápidos acontecimientos de la primera parte de la película. Inaka también evaluó que la escena en la que Nobita y sus amigos se hacían pequeños, jugaban con Papi y disfrutaban de la vida extraordinaria era un buen vínculo entre la escena cotidiana y la guerra que se avecinaba. Además, Inaka señaló que las películas recientes de Doraemon tienden a exagerar las expresiones emocionales para que incluso los niños puedan entender, pero las animaciones se habían hecho con cuidado para que no pareciera una broma. Dijo que el personal había logrado hacer la película para que incluso los niños sintieran el terror de la guerra.

## Otros medios

### Libro
Naohiro Fukushima escribió una novela basada en la película y fue lanzada el 4 de febrero de 2022.

### Videojuego
Se ha creado un juego para la consola Nintendo Switch basado en la película, producido por FuRyu, se programó para ser lanzado el 4 de marzo de 2021, pero su estreno se pospuso, junto con la película, debido a la Pandemia de COVID-19. El juego fue lanzado el 5 de marzo de 2022.